# Daniel Wallace (Schwimmer)

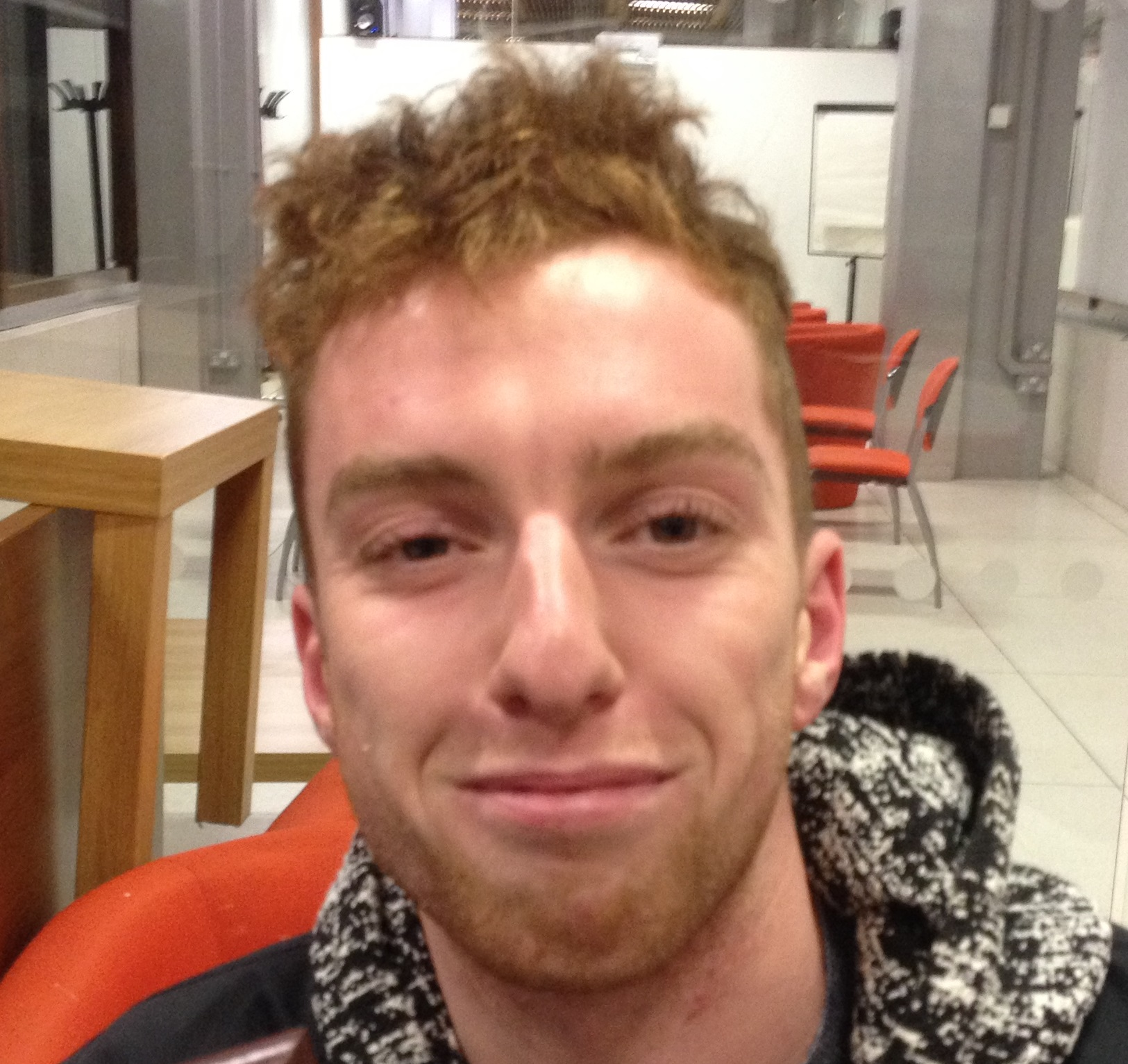
Daniel Wallace 2016

Daniel „Dan“ Wallace (* 14. April 1993 in Edinburgh) ist ein ehemaliger britischer Schwimmer. Er gewann eine olympische Silbermedaille und erschwamm bei Weltmeisterschaften eine Goldmedaille. Bei Commonwealth Games erhielt der Schotte einmal Gold, zweimal Silber und zweimal Bronze.

## Karriere
Der 1,88 Meter große Daniel Wallace schwamm für den Warrender Baths Club in Edinburgh.
2010 bei den Junioreneuropameisterschaften in Helsinki wurde er Achter über 200 Meter Lagen und Siebter über 400 Meter Lagen. Ein Jahr später in Belgrad wurde er Zweiter über 200 Meter Lagen und Dritter über 400 Meter Lagen.
2013 konnte sich Wallace für die Weltmeisterschaften in Barcelona qualifizieren und wurde Siebter über 400 Meter Lagen. Jahreshöhepunkt 2014 waren die Commonwealth Games in Glasgow. Über 400 Meter Freistil belegte Wallace den fünften Platz. Über 400 Meter Lagen siegte er mit 0,84 Sekunden Vorsprung vor dem Australier Thomas Fraser-Holmes. Die schottische 4-mal-200-Meter-Freistilstaffel mit Daniel Wallace, Stephen Milne, Duncan Scott und Robert Renwick gewann die Silbermedaille hinter den Australiern. Schließlich erkämpfte Wallace den zweiten Platz über 200 Meter Lagen hinter dem Australier Daniel Tranter.
2015 bei den Weltmeisterschaften in Kasan wurde Wallace Vierter über 200 Meter Lagen mit 0,78 Sekunden Rückstand auf den drittplatzierten Chinesen Wang Shun. In der 4-mal-200-Meter-Freistilstaffel erreichten Duncan Scott, Daniel Wallace, Nicholas Grainger und Robert Renwick das Finale in der drittschnellsten Zeit. Im Endlauf waren Daniel Wallace, Robert Renwick, Calum Jarvis und James Guy viereinhalb Sekunden schneller als im Vorlauf und siegten in 7:04,33 Minuten vor den Staffeln aus den Vereinigten Staaten und den Australiern. Alle sechs beteiligten britischen Schwimmer erhielten eine Goldmedaille. Über 400 Meter Lagen belegte Wallace den sechsten Rang. Im Mai 2016 fanden die Europameisterschaften in London statt. Wallace wurde Achter über 200 Meter Lagen. Er schwamm auch im Vorlauf der 4-mal-200-Meter-Freistilstaffel, im Finale belegte die Staffel den sechsten Rang. Im August bei den Olympischen Spielen in Rio de Janeiro schwammen Stephen Milne, Robert Renwick, Daniel Wallace und Duncan Scott im Vorlauf mit 7:06,31 Minuten die schnellste Zeit aller 4-mal-200-Meter-Freistilstaffeln. Im Finale erreichten Milne, Scott, Wallace und James Guy nach 7:03,13 Minuten als Zweite das Ziel mit zweieinhalb Sekunden Rückstand auf das US-Quartett und 0,37 Sekunden Vorsprung auf die Japaner. Über 200 Meter Lagen war Wallace elftschnellster im Vorlauf und Fünfter im Halbfinale. Im Endlauf schlug er als Achter an.
2018 bei den Commonwealth Games in Gold Coast erhielt Wallace eine Bronzemedaille für seinen Einsatz im Vorlauf der 4-mal-100-Meter-Freistilstaffel. In der 4-mal-200-Meter-Freistilstaffel siegten die Australier vor den Engländern und den Schotten, die im Finale mit Stephen Milne, Duncan Scott, Daniel Wallace und Mark Szaranek antraten. In seinem letzten großen Rennen wurde Wallace Sechster über 200 Meter Lagen.